# Steinkreis von Broadleas Commons
Der Steinkreis von Broadleas Commons (auch Pipers stones genannt) liegt nahe der Straße R411 im County Kildare in Irland.
Der Steinkreis hat etwa 30,0 m Durchmesser und enthält im Kreis mit mehreren großen Lücken 27 Steine. Die Steine sind in der Regel große gerundete Felsbrocken. Einer wurde von einer Stechpalme (Ilex aquifolium) geteilt. Es gibt einige Weißdornbüsche und eine große Esche am Rand des Kreises, alles für Kelten heilige Bäume. Die Steine scheinen einen niedrigen Hügel umschlossen zu haben, weshalb unklar ist, ob sie als Steinkreis aufgestellt wurden.